# Bésigue

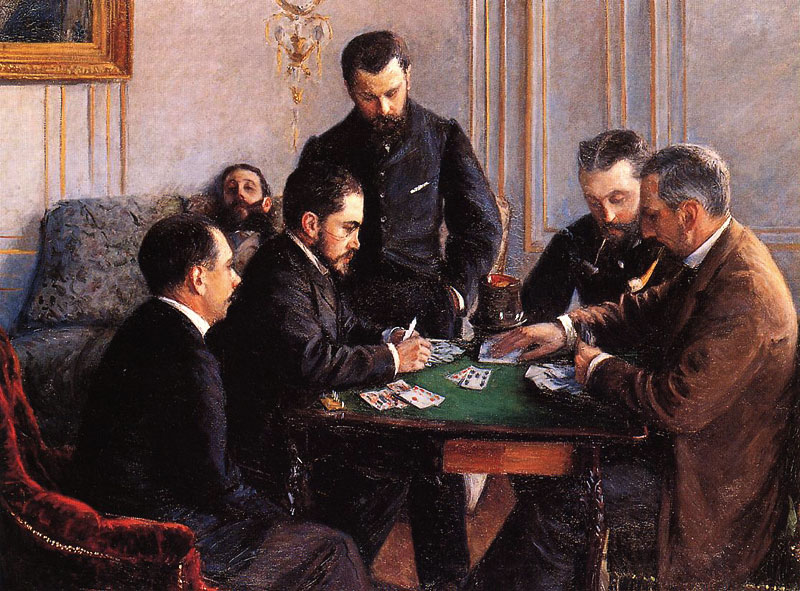
Gustave Caillebotte, La partida de bezique (1881), Louvre Abu Dhabi.

El Bezigue es un juego de cartas de origen francés del siglo XIX, de dos jugadores, del tipo combinación de naipes y toma de bazas. El juego es un derivado del Piquet, posiblemente a través de los juegos Sesenta y seis y Brisca, con algunas características de anotación adicionales, en este sentido se destaca la relación entre el Q de espadas y el J de Diamantes que también es una característica del Pinochle, Binokel, y otros juegos similares cuyos nombres varían de país en país.

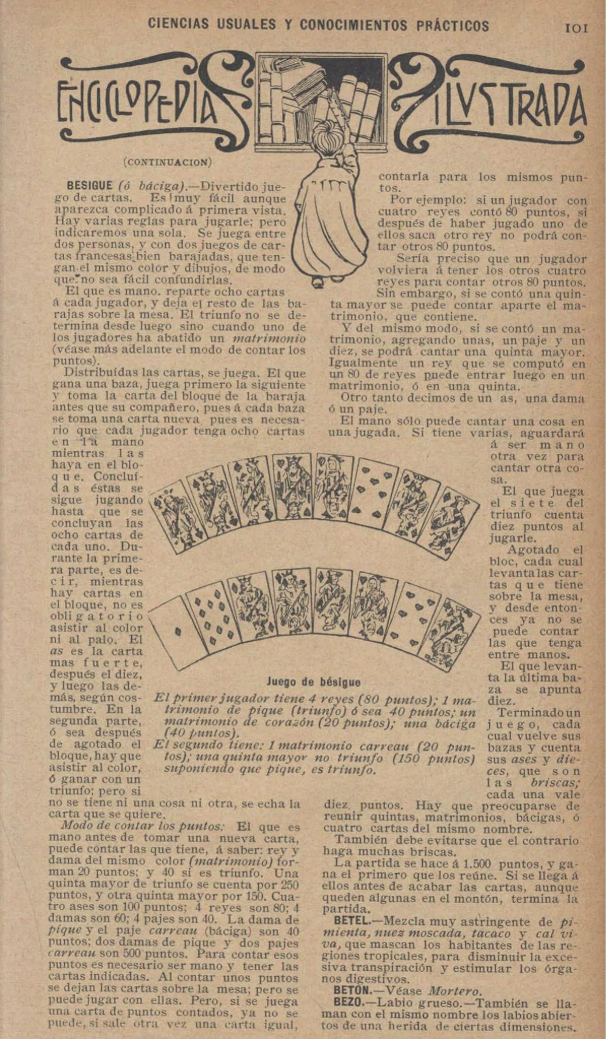
Instrucciones para jugar al bésigue, en la revista argentina PBT, año 1906.

## Mecánica
Un mazo de dos manos de Bezique es un mazo de 64 naipes, que consiste del As hasta el 7 cada uno de ellos duplicados en cada palo (o sea se eliminan los naipes 2, 3, 4, 5 y 6 de dos mazos y los naipes restantes se juntan.) Los jugadores cortan para determinar quien es mano, quien obtiene el naipe más alto elige. El valor de las cartas en el corte y durante el juego es A, 10, K, Q, J, 9, 8 y 7. Se dan ocho cartas en grupos de 3-2-3, a cada jugador siendo colocada la siguiente carta boca arriba a la vista de ambos jugadores para determinar el palo del triunfo. Los naipes restantes, denominados "talon", son colocados boca abajo al lado del triunfo. Si el triunfo es un 7 el repartidor se anota diez puntos.

## Historia
El Bezigue fue desarrollado en Francia a partir del juego denominado Piquet, si bien la palabra Bezigue, antiguamente Bésique o Bésigue, era conocida en Francia desde el siglo XVII, y probablemente tuviera su raíz en el juego de cartas italiano llamado Bazzica.
La palabra bezique alguna vez significó "correspondencia" o "asociación". El Pinochle de dos manos y el Bezigue de dos manos son casi idénticos.
El juego tuvo su pico de popularidad en París en 1860 y en Inglaterra unos pocos años después. Probablemente el jugador más famoso del juego fue Winston Churchill. Existe evidencia que los escritores ingleses Wilkie Collins y Christina Rossetti también eran entusiastas del mismo. Sin embargo, desde fines del siglo XIX la popularidad del juego ha ido disminuyendo.